# Edward Wasilewski
Edward Wasilewski ps. „Wichura” (ur. 15 stycznia 1923 w Stanisławowie, zm. 22 sierpnia 1968 w Warszawie) – członek Korpusu Obrońców Polski, Szarych Szeregów i AK. Po zakończeniu II wojny światowej działacz podziemia antykomunistycznego, później współpracownik MBP i SB.

## Młodość i okupacja
Edward Wasilewski urodził się w Stanisławowie w powiecie Mińsk Mazowiecki. Przed wybuchem wojny był harcerzem. Zaangażował się w działalność konspiracyjną pod koniec grudnia 1939 roku, dołączając do Korpusu Obrońców Polski, gdzie początkowo pełnił funkcję kolportera prasy podziemnej i łącznika. Latem 1940 roku rozpoczął działalność w Szarych Szeregach, organizując w swoim rodzinnym mieście pluton, który wszedł w skład Armii Krajowej.
W trakcie okupacji pracował jako pomocnik ślusarza. Jednocześnie brał udział w tajnych kompletach i zdał egzamin maturalny w Warszawie.
W 1942, wraz z utworzeniem Obwodu Mińsk Mazowiecki AK, dostał przydział do obwodowego Kedywu, w ramach którego działał do końca wojny. Początkowo służył pod dowództwem ppor. Tadeusza Wiśniewskiego „Konrada”, w 1943 roku dostał przydział do oddziału specjalnego „Poraja”. W lutym 1944 roku w wyniku wsypy organizacyjnej dołączył do oddziału leśnego dowodzonego przez plut. pchor. Kazimierza Aniszewskiego „Dęboroga”. Rola Wasilewskiego w oddziale jest sporna, według „Wichury” był on zastępcą dowódcy, jednakże po aresztowaniu „Dęboroga” jego następcą został kpr. pchor. Jerzy Migdalski „Vis”, co zaprzeczało słowom Wasilewskiego.

## Działalność antykomunistyczna
W okresie akcji „Burza” Wasilewski znalazł się wśród grupy żołnierzy AK rozbrojonych przez nadchodzące wojska sowieckie i wywieziony do obozu na Majdanku, skąd uciekł przed podjęciem dalszych działań przez NKWD. Po ucieczce wrócił do działalności w (formalnie rozwiązanym) Obwodzie Mińsk Mazowiecki AK. W lutym 1945 „Wichura” otrzymał rozkaz zorganizowania własnego oddziału partyzanckiego od komendanta obwodu kpt. Walentego Sudy „Młota”. W momencie szczytowym jednostka liczyła ok. 50-60 żołnierzy.
„Młot” w swoim rozkazie określił cel przyszłego oddziału „Wichury” mianem samoobrony. W jego ramach jednostka dokonywała ataków na posterunki Milicji Obywatelskiej, grupę operacyjną MO i NKWD oraz na urząd gminy w Dębe Wielkie, a także likwidowała współpracowników UBP i NKWD.

### Rozbicie obozu NKWD w Rembertowie
W nocy z 20 na 21 maja 1945 roku „Wichura”, wraz z Edwardem Świderskim „Wichrem”, zdobył i rozbił obóz dla byłych członków AK w Rembertowie, gdzie wówczas przetrzymywano m.in. byłych członków obwodu Mińsk Mazowiecki. Grupa 44 żołnierzy wyzwoliła ok. 700 z 2000 więźniów z czego 200 zostało schwytanych w następującym pościgu. Atak na obóz jest uznawany za najbardziej znaną akcję Wasilewskiego.

## Amnestia, areszt i współpraca z PRL
Po akcji w Rembertowie oddział Wasilewskiego osiągał sukcesy, jednakże ze wzrastającą trudnością. Po miesiącach działalności „Wichura”, wraz ze swoim oddziałem, zdecydował się skorzystać z ogłoszonej przez władze komunistyczne amnestii. 25 września 1945 miała miejsce koncentracja w Woli Rafałowskiej około tysiąc żołnierzy obwodu Mińsk Mazowiecki ujawniło się i złożyło broń przed przedstawicielami władzy. Obecni na zgromadzeniu byli: zwolniony z więzienia ppłk Jan Mazurkiewicz „Radosław”, który kilka tygodni wcześniej wystosował apel o złożenie broni skierowany do członków byłego AK, funkcjonariusz MBP Józef Czaplicki oraz pchor. Antoni Wąsowicz „Roch”. Koncentracji i rozbrojeniu żołnierzy towarzyszyła msza święta odprawiona przez ks. Kazimierza Fertaka, kapelana „Szarych Szeregów”, AK i NSZ.
Pomimo gwarancji ze strony władz komunistycznych, warunki amnestii nie zostały dotrzymane, co doprowadziło do aresztowania Wasilewskiego 26 marca 1946 r. Zarzucano mu próby kontynuowania konspiracji. Śledztwo było prowadzone pomimo braków dowodów, a śledczym nie udało się zmusić przesłuchiwanego do przyznania się do winy. Z aresztu został zwolniony po roku w wyniku amnestii w 1947 roku.
Przez następne trzy lata był wielokrotnie zwalniany z kolejnych miejsc pracy ze względu na przeszłość konspiracyjną. Odmówiono mu także przyjęcia na studia dziennikarskie na Akademii Nauk Politycznych. Znajdując się w trudnej sytuacji życiowej zgodził się na tajną współpracę z organami bezpieczeństwa we wrześniu 1950 roku w zamian za stanowisko w „Woli Ludu”. W maju 1951 zaczął współpracę z Departamentem III MBP odpowiedzialnym za walkę z podziemiem. Używając reputacji Wasilewskiego, MBP udało się aresztować wielu działaczy podziemia antykomunistycznego, w tym Kazimierza Kamieńskiego „Huzara”. Za swoją działalność Wasilewski pobierał wynagrodzenie, a jego stanowisko korespondenta terenowego „Woli Ludu” służyło również działalności antypartyzanckiej.
Brał udział w operacji „Cezary”, pełniąc rolę szefa łączności komendy Obszaru Centralnego, podległej fikcyjnej V Komendzie WiN.
Działalność „Wichury” była bardzo obszerna, wg. IPN „Lista jego „zasług” w służbie MBP jest bardzo długa (teczka pracy – to kilka potężnych tomów donosów).”
W kwietniu 1960 roku został wyłączony z sieci agenturalnej z powodu „nieprzydatności do dalszej pracy operacyjnej.”
Pomimo umowy z władzami komunistycznymi nigdy nie prowadził samodzielnej działalności dziennikarskiej. W późniejszych latach pracy pracował w prasie kobiecej – pod pseudonimem „Ewa” udzielał czytelniczkom rad życiowych.

## Śmierć
W latach powojennych stan Edwarda Wasilewskiego, zarówno psychiczny jak i fizyczny, stopniowo się pogarszał. Trudności w znalezieniu pracy po zwolnieniu z aresztu w 1947 roku doprowadziły byłego partyzanta do depresji. Pomimo rzekomego „utożsamiania się z mocodawcami” popadł w alkoholizm. W ostatnich latach swojego życia zmagał się z gruźlicą.
„Wichura” zginął wypadając przez okno na bruk w pierwszym dniu inwazji wojsk paktu warszawskiego na Czechosłowację. Dokładne przyczyny śmierci Wasilewskiego nie są znane.

## Pseudonimy
W trakcie działalności konspiracyjnej oraz antypartyzanckiej Edward Wasilewski używał wielu pseudonimów. Najbardziej znanym jest „Wichura”. Inne pseudonimy, których używał to m.in.: „Huragan”, „Ramzes”, „Wierny”, „Pewny”, „Znak”, „M” i „A”.